# Грете Ояла
Грете Ояла (ест. Grete Ojala; нар. 1 жовтня 1994, Пярну, Естонія) — естонська футболістка, захисниця.

## Клубна кар'єра
Розпочала футбольну кар'єру 2005 року в «Пярну» зі свого рідного міста. У 14-річному віці переведена в дорослу команду клубу. За основну команду дебютувала 14 вересня 2008 року в поєдинку проти «Калева» (Сілламяе). За чотири сезону, проведені в «Пярну», зіграла 104 матчі та відзначилася 17-ма голами. З 2012 по 2013 рік виступала за «Вапрус», після чого повернулася до «Пярну».

## Кар'єра в збірній
Виступала за дівочу збірну Естонії (WU-17) та жіночу молодіжну збірну (WU-19) країни.
З 2013 року виступала за національну збірну Естонії.